# Công nữ Ngọc Tú
Nguyễn Phúc Ngọc Tú hay Công nữ Ngọc Tú (? – 1631) là con gái của Đoan Quận công Nguyễn Hoàng, sau trở thành một trong hai Chính phi của Thanh Đô vương Trịnh Tráng.

## Tiểu sử
Nguyễn Phúc Ngọc Tú hay Nguyễn Thị Ngọc Tú là con gái thứ hai của Chúa Tiên Nguyễn Hoàng. Bà được cho là do Gia Dụ Hoàng hậu sinh ra, cũng tức là em gái cùng mẹ với Chúa Sãi Nguyễn Phúc Nguyên. Tháng 10 năm 1600, sau khi dời vào Thanh Hóa, Nguyễn Hoàng vì để tránh sự nghi ngờ của chúa Trịnh mà đã gả con gái là Ngọc Tú cho Trịnh Tráng, con trai của chúa Trịnh Tùng bấy giờ.
Tháng 6 năm 1623, Trịnh Tùng nối chúa Trịnh, Ngọc Tú được lập làm Tây cung. Sau đó, bà bí mật sai Nguyễn Cửu Kiều đem thư và bửu ấn vào Thuận Hóa cho chúa Nguyễn. Đến tháng 9 năm 1628, bà lại cho tu sửa chùa Long Ân ở thành Thăng Long, lập bia ghi chép lại công đức của Nguyễn Kim và Nguyễn Hoàng. Về sau, chùa này được Minh Mạng đổi tên thành "Sùng Ân", đến năm đầu Thiệu Trị lại đổi thành chùa "Hoàng Ân".
Ngày 24 tháng 4 năm 1631, bà qua đời, được truy phong làm Chính phi, thụy "Từ Thuận" (慈順).

## Gia đình
- Chồng: Thanh Đô vương Trịnh Tráng
- Con:
  - Trịnh Kiều, sau khi Trịnh Tráng lên ngôi thì được phong làm Thái bảo Sùng Quận công,[3] sau thì phong làm Sùng Nghĩa vương.[9]
  - Trịnh Thị Ngọc Trúc, trước lấy Quận công Lê Trụ, sau trở thành Hoàng hậu của Lê Thần Tông.[10]